# Ai-ai gegant
L'ai-ai gegant (Daubentonia robusta) és un parent extint de l'ai-ai, l'única altra espècie del gènere Daubentonia. Visqué a Madagascar. Sembla que s'extingí fa menys de 1.000 anys, però mai no fou observat en vida i només se'l coneix a partir de restes subfòssils.